# Phaecasiophora decolor
Phaecasiophora decolor es una especie de polilla perteneciente al género Phaecasiophora, categorizada en la tribu Olethreutini, de la subfamilia Olethreutinae.

## Distribución
Se distribuye por Asia: en Indonesia, en la montaña Bandahara (Sumatra).

## Taxonomía
Fue descrita por Diakonoff en 1983. La especie se encuentra registrada y publicada en Zoologische Verhandelingen 204: 45.